# Кривские
Кри́вские — русский дворянский род.

## История
Род восходит к XVII веку. Агей Андреевич Кривский воевода в Осташкове (1612). Род внесён в VI часть родословной книги Костромской губернии.
Есть ещё несколько родов Кривских, позднейшего происхождения.

## Описание гербов
В зелёном щите волнообразный золотой столб, сопровождаемый двумя серебряными мечами с золотыми рукоятками, остриями вверх.
Щит увенчан дворянским коронованным шлемом. Нашлемник: зелёная ромбовидной формы доска, обременённая в середине волнообразным столбом. По углам доски по золотому трилистнику. Намёт: справа зелёный с золотом, слева зелёный с серебром. Герб рода Кривских внесён в Часть 12 Общего гербовника дворянских родов Всероссийской империи. Дата обращения: 20 июня 2013. Архивировано 22 июня 2013 года..

## Известные представители
- Кривский Аггей Андреевич — воевода в Осташкове (1619).
- Кривский Лука Иванович — звенигородский городовой дворянин (1627—1629).
- Кривский Девятый Иванович — московский дворянин (1640).
- Кривский Никифор Лукин — московский дворянин (1640—1658).
- Кривский Иван — воевода в Чернавском остроге (1653).
- Кривский Никифор — дьяк (1658—1677).
- Кривский Митрофан Лукин — московский дворянин (1678).
- Кривский Фёдор Афанасьевич — московский дворянин (1678—1692).
- Кривский Василий — стольник, воевода в Ряжске (1681).
- Кривский Иван Александрович — стряпчий (1692).
- Кривские: Василий Петрович и Аким Иванович — стольники (1690—1692)[3][4].
- Кривский, Павел Александрович (1827—1905) — шталмейстер Двора Его Императорского Величества, предводитель саратовского губернского дворянства
- Кривский Василий Иванович — секунд-майор.
  - Кривский Василий Васильевич (1771—1850) — поручик.